# Masullas
Masullas (sardinski: Masùddas) je grad i općina (comune) u pokrajini Oristanu u regiji Sardiniji, Italija. Nalazi se na nadmorskoj visini od 129 metara i ima 1 071 stanovnika.
 Prostire se na 18,68 km². Gustoća naseljenosti je 57 st/km².
Susjedne općine su: Gonnoscodina, Gonnostramatza, Mogoro, Morgongiori, Pompu, Simala, Siris i Uras.